# Rue de l'Agriculture (Schaerbeek)
Pour les articles homonymes, voir Rue de l'Agriculture.
La rue de l'Agriculture (en néerlandais : Landbouwstraat) est une rue bruxelloise de la commune de Schaerbeek qui va de la chaussée de Helmet à la rue Joseph Wauters en passant par la rue Charles Van Lerberghe, la place de Helmet, la chaussée de Haecht et la rue Adolphe Marbotin. Elle prolonge la rue Gustave Huberti et est prolongée par la rue Godefroid Guffens.

## Histoire et description
Cette dénomination rappelle que le hameau de Helmet était essentiellement agricole jusqu’au XIXe siècle.
La numérotation des habitations va de 1 à 221 pour le côté impair et de 2 à 242 pour le côté pair.

## Adresses notables
- no 46 : École fondamentale communale no 6 Georges Primo
- nos 169-177 : Immeubles du Foyer Schaerbeekois
- no 182 : Immeuble du Foyer Schaerbeekois
- no 185 : Immeuble du Foyer Schaerbeekois